# Etlingera fenzlii
Etlingera fenzlii är en enhjärtbladig växtart som först beskrevs av Wilhelm Sulpiz Kurz, och fick sitt nu gällande namn av Škornick. och M.Sabu. Etlingera fenzlii ingår i släktet Etlingera och familjen Zingiberaceae.
Artens utbredningsområde är Nicobarerna. Inga underarter finns listade i Catalogue of Life.